# My Mistakes Were Made for You
«My Mistakes Were Made for You» es el tercer sencillo del dúo británico The Last Shadow Puppets. Domino Records lanzó este sencillo el 20 de octubre de 2008 en Reino Unido, que incluye 3 "lados b", una versión en directo de la canción "Separate and Ever Deadly" y dos versiones. El EP de 8 canciones, exclusivo para Estados Unidos, se posia descargar en formato digital desde el 21 de octubre y en formato CD desde el 4 de noviembre.
La canción está inspirada en "The Old Man's Back Again" de Scott Walker.
El sencillo alcanzó el puesto 64 de las listas francesas.

## Canciones
Todas las letras escritas por Alex Turner y Miles Kane, excepto cuando lo pone explícitamente, toda la música compuesta por The Last Shadow Puppets. 
| CD  |                                                                                 |          |  |
| N.º | Título                                                                          | Duración |  |
| 1.  | «My Mistakes Were Made for You»                                                 | 3:04     |  |
| 2.  | «Separate and Ever Deadly» (directo desde el New Theatre en Oxford)             | 2:58     |  |
| 3.  | «My Little Red Book» (directo desde el New Theatre en Oxford) (David/Bacharach) | 2:42     |  |

| 7"  | |          |  |
| N.º | Título                                                                                               | Duración |  |
| 1.  | «My Mistakes Were Made for You»                                                                      | 3:04     |  |
| 2.  | «Paris Summer» (vocalista invitada Alison Mosshart) (directo desde The Olympia en París) (Hazlewood) | 3:38     |  |

| 7"  |                                                                     |          |  |
| N.º | Título                                                              | Duración |  |
| 1.  | «My Mistakes Were Made for You»                                     | 3:04     |  |
| 2.  | «Separate and Ever Deadly» (directo desde el New Theatre en Oxford) | 2:58     |  |

| EP (exclusivo de EE.UU:) | |          |  |
| N.º                      | Título                                                                                               | Duración |  |
| 1.                       | «My Mistakes Were Made for You»                                                                      | 3:04     |  |
| 2.                       | «Separate and Ever Deadly» (directo desde el New Theatre en Oxford)                                  | 2:58     |  |
| 3.                       | «Paris Summer» (vocalista invitada Alison Mosshart) (directo desde The Olympia en París) (Hazlewood) | 3:38     |  |
| 4.                       | «My Little Red Book» (directo desde el New Theatre en Oxford) (David/Bacharach)                      | 2:42     |  |
| 5.                       | «The Age of the Understatement» (acústico)                                                           |          |  |
| 6.                       | «Standing Next to Me» (acústico)                                                                     |          |  |
| 7.                       | «The Meeting Place» (acoustic)                                                                       |          |  |
| 8.                       | «My Mistakes Were Made for You» (acústico)                                                           |          |  |

## Videoclip
El video fue grabado en los estudios Pinewood y dirigido por Richard Ayoade. En él aparece Alex Turner en un coche accidentado junto a Alexa Chung, con quien sale desde 2008. El video recibió el premio al mejor video de los premios NME en 2009.